# Mon ami Ben
Mon ami Ben (Gentle Ben, litt., « Ben le doux ») est une série télévisée américaine pour la jeunesse en 56 épisodes de 26 minutes créée par Ivan Tors et diffusée du 10 septembre 1967 au 27 avril 1969 sur le réseau CBS. 
Un film-pilote avait été préalablement tourné en 1967, Le Grand Ours et l'enfant (Gentle Giant), sorti en Belgique mais inédit en France, lequel est une préquelle à la série télévisée, et relate la première rencontre avec l'ours et son apprivoisement.
En France, la série a été diffusée à partir du 8 mai 1969 sur la première chaîne de l'ORTF, dans le cadre des émissions pour la jeunesse du jeudi après-midi Ohé ! Jeudi puis rediffusée à la fin des années 70, et au Québec à partir du 11 septembre 1971 à la Télévision de Radio-Canada.

## Genèse
Cette série télévisée s'inspire d'un roman de Walt Morley, Gentle Ben, paru aux États-Unis en 1965, et en France en 1968 sous le titre Le Grand Ours et l'enfant. 

## Synopsis
Depuis la disparition de ses parents, Mark est confié à son oncle, un garde-chasse. Ils vivent en Floride avec Monsieur Ben, un ours noir apprivoisé.

## Distribution
- Clint Howard : (VF : Pascal Bressy) : Mark Wedloe, l'enfant
- Dennis Weaver : (VF : Dominique Paturel puis Bernard Woringer) :  Tom Wedloe, l'oncle
- Beth Brickell : (VF : Nicole Favart) : Ellen Wedloe, la tante
- Rance Howard : (VF : Henry Djanick puis Marc De Georgie) : Broomhauer, voisin et ami
- Jack Morley : Spencer
- Angelo Rutherford : Willie
- Monsieur Ben : l'ours

## Fiche technique
- Production : Ivan Tors
- Réalisation : Ricou Browning, John Florea, Gerd Oswald
- Musique : Harry Sukman
- Photographie : Howard Winner
- Format : couleurs

## Épisodes

### Première saison (1967-1968)
1. Titre français inconnu (Hurricane Coming)
2. Titre français inconnu (Green Eyed Bear)
3. Titre français inconnu (Fish and Chips)
4. Titre français inconnu (Gator Man)
5. Titre français inconnu (Voice from the Wilderness)
6. Titre français inconnu (Invasion of Willie Sam Gopher)
7. Titre français inconnu (Restless Bear)
8. Titre français inconnu (Battle of Wedloe Woods)
9. Titre français inconnu (Warden For Man and Beast)
10. Titre français inconnu (A Waste of Honey)
11. Titre français inconnu (Jennifer)
12. Titre français inconnu (Warden in the Bear Pit)
13. Titre français inconnu (A Medal for Ben)
14. Titre français inconnu (The Ransom)
15. Titre français inconnu (The Wayward Bear - Part 1)
16. Titre français inconnu (The Wayward Bear - Part 2)
17. Titre français inconnu (The Opportunist)
18. Titre français inconnu (The Battle of Birthday Bay)
19. Titre français inconnu (Trophy Bear)
20. Titre français inconnu (Mama Jolie)
21. Titre français inconnu (Batter Up)
22. Titre français inconnu (Growing Pains)
23. Titre français inconnu (Fire in the Glades)
24. Titre français inconnu (Take a Giant Step)
25. Titre français inconnu (Survival in the Swamp)
26. Titre français inconnu (Who's Afraid?)
27. Titre français inconnu (Greener Pastures)
28. Titre français inconnu (Ol' Joe's Gotta Go)

### Deuxième saison (1968-1969)
1. Titre français inconnu (Two For The Sea - Part 1)
2. Titre français inconnu (Two For The Sea - Part 2)
3. Titre français inconnu (The Wall That Mark and Tom Built)
4. Titre français inconnu (Ben the Champ)
5. Titre français inconnu (Flapjacks for Breakfast)
6. Titre français inconnu (A Gift of Love)
7. Titre français inconnu (Code Name: Disaster)
8. Titre français inconnu (The Intruders)
9. Titre français inconnu (Starr of Green Bay)
10. Titre français inconnu (Warden's Pond)
11. Titre français inconnu (Knights of the Road)
12. Titre français inconnu (The Haunted Castle)
13. Titre français inconnu (The Warden's Apprentice)
14. Titre français inconnu (Keeper of the Glades - Part 1)
15. Titre français inconnu (Keeper of the Glades - Part 2)
16. Titre français inconnu (The Great Mail Boat Robbery)
17. Titre français inconnu (Show Biz)
18. Titre français inconnu (Flaming Flats)
19. Titre français inconnu (Lifeline)
20. Titre français inconnu (My Son the Banker)
21. Titre français inconnu (The Last Red Wolf)
22. Titre français inconnu (The Competitor)
23. Titre français inconnu (Mark of the Arrow)
24. Titre français inconnu (Boom's Land Boomerang)
25. Titre français inconnu (Elephant on the Lam)
26. Titre français inconnu (The Prey)
27. Titre français inconnu (The Bully)
28. Titre français inconnu (Busman's Holiday)

## Nouvelles adaptations de la série
- 1981 : Gentle Ben, dessin animé américain.
- 2002 : L'Ours et l'enfant (Gentle Ben), téléfilm américain, avec Dean Cain, Corine Bern-sen, Ashley Laurence et Reveille uiiiit.
- 2003 : L'Ours et l'enfant : Danger dans les montagnes (Gentle Ben 2), téléfilm américain (suite du téléfilm de 2002)[5], avec Dean Cain, Corine Bern-sen, Ashley Laurence et Reveille uiiiit.

## Commentaires
- La série a remporté un vif succès et engendré de nombreux produits dérivés. L'ours Ben a même été invité par le gouverneur de la Floride à une fête à Fort Lauderdale en 1969.
- Clint Howard, le jeune héros qui incarne Mark, est le frère cadet de Ron Howard (Denis la petite peste, Lassie, Happy Days, etc.). Au cours de sa carrière, le comédien a souvent tourné sous la direction de son aîné. À noter également que Rance Howard, leur père, joue Henry Boomhauer, le voisin. Tous ont été réunis au début des années 1960 dans le feuilleton familial The Andy Griffith Show[5].